# منظمة المقاومة التركية
منظمة المقاومة التركية (بالتركية: Türk Mukavemet Teşkilatı  TMT)‏ هي منظمة شبه عسكرية قبرصية تركية مؤيدة للتقسيم شكلها رؤوف دنكطاش والضابط العسكري التركي رضا فورشكان سنة 1958 لمواجهة المنظمة الوطنية للمقاتلين القبارصة EOKA (لاحقًا إيوكا ب). تم تغيير اسم المنظمة مرتين: سنة 1967 م إلى «مجاهد»، ثم أصبح ضمن قيادة قوى الأمن سنة 1976.

## التشكيل
بدأت المنظمة الوطنية للمقاتلين القبارصة (EOKA) شبه العسكرية أنشطتها المناهضة لبريطانيا من أجل اتحاد الجزيرة مع اليونان (أو الإينوسيس). وقد تسبب هذا في «متلازمة كريت» داخل المجتمع القبرصي التركي، حيث يخشى أفراده من إجبارهم على مغادرة الجزيرة في مثل هذه الحالة كما كان الحال مع أتراك كريت؛ وعلى هذا النحو فضلوا استمرار الحكم البريطاني وبعد ذلك تقسيم الجزيرة. بسبب دعم القبارصة الأتراك للبريطانيين أعلن زعيم المنظمة الوطنية للمقاتلين القبارصة جورجيوس جريفاس بأنهم أعداء.
أول منظمة سرية شكلها القبارصة الأتراك لمعارضة إنوسيس كانت فولكان. تأسست تلك المنظمة بدعم من الإدارة البريطانية في 1956. أو سبتمبر 1955 حسب مصادر مختلفة. ومع ذلك فقد ادعي روني ألاسور أن الهيكل التنظيمي لـ TMT وقاعدته قد تم تشكيلهما في بداية 1950 مع مقره في يني شهر (Yenişehir هو الحي الحديث من أنقرة). خلال تلك الفترة تم تأسيس منظمات مقاومة أخرى، مثل فيلق المقاومة التركية لحركة فيلق (كتيم) وجبهة 9 سبتمبر والعصابة السوداء، التي ورد أنها حظيت بدعم من فاضل كوجوك، لكن تبين أن تلك المنظمات ماهي إلا محاولات فاشلة ثم انضمت إلى فولكان.
اختلف التاريخ الدقيق لتأسيس منظمة المقاومة التركية TMT باختلاف مصادر، وتواريخ التأسيس هي 15 أو 23 نوفمبر 1957. ومع ذلك ادعى رؤوف دنكتاش أن المنظمة تأسست في 27 نوفمبر في منزل كمال تانريفيردي في نيقوسيا الملحق القبرصي التركي في السفارة التركية، بمشاركة دنكتاش وبرهان نالبانت أوغلو. تمت طباعة إعلان التأسيس الذي دعا جميع أعضاء منظمات المقاومة القبارصة الأتراك إلى الاتحاد في ظل TMT في 26 نوفمبر 1957 في مدرسة نيقوسيا الثانوية التركية. فضمت في البداية حوالي 100 عضو فقط.
تم تشكيل TMT في البداية بمبادرة محلية بهدف زيادة الوعي في تركيا حول القضية القبرصية والتدريب العسكري والإمداد للمقاتلين القبارصة الأتراك. ومع ذلك كان قادتها يدركون أن مثل هذه المنظمة لن تحظى بشعبية بدون دعم تركيا، وبالتالي لم يكن هناك أي جهد أو تنظيم لتأسيس قيادة في هذا الوقت. وفي 2 يناير 1958 طار دنكتاش وكوجوك إلى أنقرة للقاء فطين رشدي زورلو. وفي الاجتماع سألهم زورلو عما إذا كان بإمكانهم استلام الأسلحة التي ترسلها تركيا، فرد دنكتاش بالإيجاب، وبعدها نبه زورلو انتباه رئيس أركان القوات المسلحة التركية إلى القضية. بعد عدة أشهر من الدراسة قررت تركيا دعم المنظمة بشرط إبقاء الدعم التركي طي الكتمان. تم تعيين دانيش كارابلين لتحسين أداء المنظمة.

## الهيكلية
لقب أعضاء منظمة المقاومة التركية TMT بالمجاهدين. وكان الاتصال بأعضائها في قبرص عن طريق الراديو وكان فطين رشدي زورلو هو القائد الفخري للمنظمة.
كان الجنرال دانيش كارابلين المسؤول عن مكتب الحرب غير التقليدية في تركيا يقود الهجمات غير النظامية للقبارصة الأتراك على ممتلكات قبرصية يونانية. وقدموا أنفسهم كمصرفيين ومعلمين ورجال أعمال ودربوا القبارصة الأتراك على تكتيكات الحرب غير التقليدية.

## أيديولوجيا
منظمة هي TMT عرقية قومية ذات موقف يميني. وكان الهدف الرئيسي لها هو منع دمج القبارصة اليونانيين مع اليونان (أو إنوسيس). وقد نشطت بقوة بين 1958 و 1974، حيث عززت تقسيم قبرص. وتزعم TMT أن جهودها كانت ببساطة رداً على تهديد EOKA لطائفتهم، وبعد 1963 من الحكومة القبرصية التي كانت آنذاك تحت السيطرة الحصرية للقبارصة اليونان وأنهت تمثيل القبارصة الأتراك.